# Kim Wonu
Dans ce nom coréen, le nom de famille, Kim, précède le nom personnel.
Pour les articles homonymes, voir Kim.
Kim Weon-u (en hangeul : 김원우), né le 11 avril 1947 à Gimhae dans la province de Gyeongsanggnam-do en Corée du Sud, est un écrivain sud-coréen. 

## Biographie
Kim Weon-u est né le 11 avril 1947 à Gimhae, dans la province de Gyeongsangnam-do en Corée du Sud. Il fréquente l'université Gyeongbuk où il obtient l'équivalent d'une licence en anglais. Il intègre ensuite l'université Sogang où il obtient un master en littérature coréenne. Depuis 1979, il est membre du groupe littéraire « Jakga» et travaille également en tant qu'éditeur en chef pour la maison d'Éditions Minumsa.

## Œuvre
Kim Weon-u réalise ses débuts de romancier en 1977 avec la publication de son Son poste (Imji), critique acerbe du philistinisme et du matérialisme qu'il observe dans les classes moyennes en Corée du Sud. Il revient ainsi largement dans ses récits sur le quotidien des classes moyennes centré sur l'idée de posséder, et sur l'intérêt personnel. Ses personnages ne possèdent que très peu de personnalité et ne trouvent de sens à leur vie qu'à travers la recherche du profit ; dans la mesure où ils sont tellement attachés au profit et aux gratifications immédiates, l'auteur fait souvent intervenir un personnage extérieur à leur histoire qui vient les ramener dans un monde plus humain. Sans vouloir à tout prix donner un sens moral à ses récits, il propose ainsi au lecteur de s'interroger, de réfléchir sur ses  aspirations réelles . 
Il a remporté en 1998 le prix littéraire Dongseo et le prix littéraire Deasan en 2002.